# Klaus Jungclaus
Klaus Jungclaus (* 24. Oktober 1942 in Stade) ist ein ehemaliger deutscher Politiker (SPD).
Klaus Jungclaus besuchte ein Gymnasium und legte 1960 die mittlere Reife ab. Er machte eine Lehre als Vermessungstechniker und studierte anschließend an der Ingenieur-Akademie in Hamburg Vermessungswesen. 1965 wurde er als Ingenieur technischer Angestellter beim Berliner Bezirksamt Spandau und trat im selben Jahr der SPD bei. Bei der Berliner Wahl 1979 wurde Jungclaus für das Direktmandat im Wahlkreis Spandau 3 in das Abgeordnetenhaus von Berlin gewählt. Auch bei der Wahl 1985 wurde er zunächst in das Parlament gewählt, schied aber im Mai 1985 aus, da die Bezirksverordnetenversammlung in Spandau ihn zum Bezirksstadtrat für Bauwesen gewählt hatte. Nach zehn Jahren schied er 1995 aus dem Amt aus und wurde Inhaber eines Ingenieurbüros in Spandau.